# Hulstina
Hulstina là một chi bướm đêm thuộc họ Geometridae.

## Các loài
- Hulstina aridata Barnes & Benjamin, 1929
- Hulstina exhumata (Swett, 1918)
- Hulstina formosata (Hulst, 1896)
- Hulstina grossbecki Rindge, 1970
- Hulstina imitatrix Rindge, 1970
- Hulstina nevadaria Brown, 1998
- Hulstina tanycraeros Rindge, 1970
- Hulstina wrightiaria (Hulst, 1888)
- Hulstina xera Rindge, 1970